# Sinosuthora alphonsiana
El picoloro gorjigrís (Sinosuthora alphonsiana) es una especie de ave paseriforme de la familia Sylviidae propia del sureste de Asia, presente en el interior de China meridional y el norte de Vietnam. Su nombre científico conmemora al ornitólogo francés Alphonse Milne-Edwards.

## Descripción
Es un pájaro pequeño y de cola larga, de tonos pardo grisáceos en la mayor parte de su cuerpo, con la garganta y el pecho grises, y el píleo y las alas castaños. Su pico es robusto y blanquecino, con la mandíbula superior curvada, en una versión miniatura del pico de los loros, lo que le da su nombre común a los miembros de su género.

## Taxonomía
Anteriormente se clasificaba en una familia propia de los picoloros, Paradoxornithidae, o formando parte de Timaliidae o Paridae, pero actualmente se clasifica en la familia Sylviidae, como las currucas (Sylvia). Estaría menos próximo al picoloro grande (Conostoma oemodium), que también se clasificaba en Paradoxornithidae, que de los miembros de Paradoxornis, Chrysomma o Fulvetta.
Junto a los demás linajes de picoloros, la lioptila capirotada (Lioparus chrysotis) y el timalí pekinés (Rhopophilus pekinensis) forma parte de la radiación asiática de los sílvidos. Las similitudes entre los géneros Paradoxornis, Sinosuthora y Conostoma se consideran debidos a la convergencia adaptativa por una dieta más granívora en hábitat palustres que sus antepasados. Algunos expertos separan al picoloro gorjigrís en el género Sinoparadoxornis.

## Distribución y hábitat
Se encuentra en los humedales y herbazales húmedos del interior de la China meridional y el norte de Vietnam. La especie ha sido introducida en el norte de Italia, en Lombardía. Si los humedales se desecan estas aves desaparecen del área, pero al ser área de distribución bastante extensa y situada en zonas remotas su hábitat no está en peligro, por lo que la UICN lo considera una especie bajo preocupación menor.

## Comportamiento
A diferencia de sus parientes insectívoros de la Eurasia occidental, los picoloros son pájaros omnívoros adaptados a vivir en los juncales y zonas de bambú. Se alimenta de pequeños artrópodos, semillas y brotes. 
Como el resto de sus parientes sus huevos son entre blanquecinos y ligeramente azulados sin motas.